# 笑って!笑って!!60分
『笑って!笑って!!60分』（わらって わらって ろくじゅっぷん）は、1975年4月5日から1981年3月28日までTBS系列局（一部を除く）で放送されていたバラエティ番組である。映像企画とTBSの共同製作。

## 概要
伊東四朗、小松政夫、ザ・ハンダースらによるコントや、ずうとるび主演の青春ドラマ「哀愁学園」などで構成されていた土曜昼の番組。長らく明治製菓（現・明治）の一社提供で放送されていたが、末期には第一家庭電器の一社提供となった。
タイトルがかつてTBS系列に属していた朝日放送の『笑って笑って30分!』と似ているが、同番組との関連性は特に無い。

## 放送時間
いずれも日本標準時。
- 土曜 12:30 - 13:25 （1975年4月5日 - 1976年3月27日）
- 土曜 13:00 - 13:55 （1976年4月3日 - 1981年3月28日）

## 出演者

### 司会兼レギュラー
- ジェリー藤尾＆藤尾友子一家（初代）
- ヒデとロザンナ（2代）

### レギュラー
- 伊東四朗
- 小松政夫
- なべおさみ
- ずうとるび
- ザ・ハンダース
- 吉村明宏
- エバ
- 谷啓とザ・スーパーマーケット
- コッペ
- 山本由香利（後の山本ゆか里）
- 石川ひとみ
- 森田日記
- 近田春夫
- もんたよしのり
- もんた&ブラザーズ

- ほか

## コーナー

### 重ね着ゲーム
オープニングのコーナー。
まず、全出演者が（ジェリー→出門）「さあいってみよう！笑って！」（友子→ロザンナ）「笑って！」（全出演者）「60分！」（一部の出演者）「○○（放送回のサブタイトル）」とタイトルコールをした後、オープニングテーマに合わせて一般の母親と裸の幼児が登場。出演者がオープニングテーマを歌っている間に、母親はスタジオに積まれた衣服の山の中から好きな衣服を幼児に着せまくった。テーマが終わったら終了。着せた衣服は全て獲得できた。
毎回最後にジェリー藤尾が、子供服はスポンサーのチャイルドの提供であることをさりげなくアピールしていた。

### 連ギャグ
子供に扮した出演者がその回のサブタイトルに関する共通セリフを言い、ずうとるび（→ハンダース）が「ワーッ！」と言いながら寄ってくると、その出演者は何かを言ってずっこけさせる。これを出演者を変えながら5回ほど繰り返していた。最初はゲスト、その後はエバなどのレギュラーが担当し、ラスト2回は小松政夫と伊東四朗が担当した。

### 小松の親分さん
小松政夫と伊東四朗が扮するやくざと、ハンダースたちが扮する学生とのコント。小松扮する親分が毎回何かのきっかけで落ち込んでうずくまってしまうと、後ろから伊東が「ズンズンズンズンズンズンズンズン、小松の親分さん、小松の大親分」と囃し立てると涙を拭いて元気を取り戻すというギャグがあった。ブレイク前の武田鉄矢が今で言うキレ芸でしばしば乱入した。現場は大混乱の様相を呈し、「もうムチャクチャ」などと煽るようなキャプションが表示された。

### マラソンインタビュー
番組中盤のコーナー。
ジェリー（→出門）の「さあ、『マラソンインタビュー』だよ！今日は誰かな？」の掛け声とともにハンダースの代表1名（後に吉村）がランニング姿で登場し、ピストルの号砲とともにスタジオを飛び出す（この時、TBSのスポーツテーマ「コバルトの空」がBGMとして流れる）。その後、代表者が女性アイドルとともに路上を走りながら、さまざまなインタビューをする（その間はすべて収録済みの映像を流していた）。そして途中で画面の一部がワイプに切り替わり、女性アイドルの歌が流れた。二代目引田天功が「朝風まり」名義で出演したこともある（歌は「ザ・マジック」）。
稀に男性アイドルが出演することもあり、その時にはエバがインタビュアーになった。

### 哀愁学園
番組終盤のコーナー。
番組唯一の正統派学園ドラマ。ヒロイン役は山本由香利。タイトル画はわたなべまさこが担当。主題歌「スリリング」は、３人組女性アイドルグループ：フィーバーのデビューシングル「悪魔にくちづけ」のＢ面に収められている。
以上のほかにも、谷啓とスーパーマーケットの歌と演奏のコーナーや、司会のジェリー藤尾一家やヒデとロザンナの家庭コントとクッキング「ジェリー担当時は全国の有名駅弁を作る」があった。
番組後期では、近田春夫とコッペによる音楽トークコーナー「クロスオーバーDJ」や、近田ともんたよしのりによる対談コーナー、沢田研二（声の出演）らによる人形劇「真田十勇士」等が放送されていた。

## スタッフ
- 作・構成：佐々木守[1]、田村隆、小山泰雄
- 音楽：宮川泰、服部克久
- 振付：土居甫
- 制作協力：東通
- 演出：柴田敏行
- 企画：渡辺プロダクション[1]、前原雅勝
- プロデューサー：境和夫
- 制作著作：映像企画、TBS

## 放送局
- TBS（制作局）
- 北海道放送：土曜 15:00 - 15:56（1975年4月12日 - 1976年3月20日） → 土曜 12:55 - 13:50（1976年4月3日 - 4月10日） → 土曜 17:00 - 18:00（1976年4月17日 - 1979年12月29日） → 土曜 13:00 - 13:55（1980年1月12日 - 1981年3月28日）[5]

## 備考
- サブタイトルは、ずうとるびがレギュラーの時期には「○○だよ！ずうとるび」、ハンダースがレギュラーの時期には「○○だ！がんばろう」で統一されていた。
- 期首特番『4・10月だョ!全員集合』の再放送が土曜 12:00 - 13:55 に行われる日には、同日12:00枠の番組ともども休止になった。